# Dimanche du Jugement dernier
Le Dimanche du Jugement dernier est une célébration de l'Église orthodoxe, partie de la liturgie de Pâques et  précédant de dimanche de Pâques de neuf semaines (J-56). On l'appelle aussi dimanche de la viande, car c'est le dernier dimanche où l'on peut consommer de la viande. Pendant la semaine qui suit, les fidèles continuent de consommer des œufs et des laitages (« Semaine des laitages » ou « Semaine de la tyrophagie ». Le dimanche du Jugement dernier débute la troisième semaine du petit carême dans le cycle liturgique orthodoxe. Cette semaine est consacrée à une réflexion sur ses actions vis-à-vis des autres : la leçon en est que le fidèle doit agir envers chacun comme s'il était le Christ lui-même. Au soir du dimanche du Jugement dernier commence le Carnaval qui s'achèvera avec le dimanche du Pardon (J - 49).

## Célébration

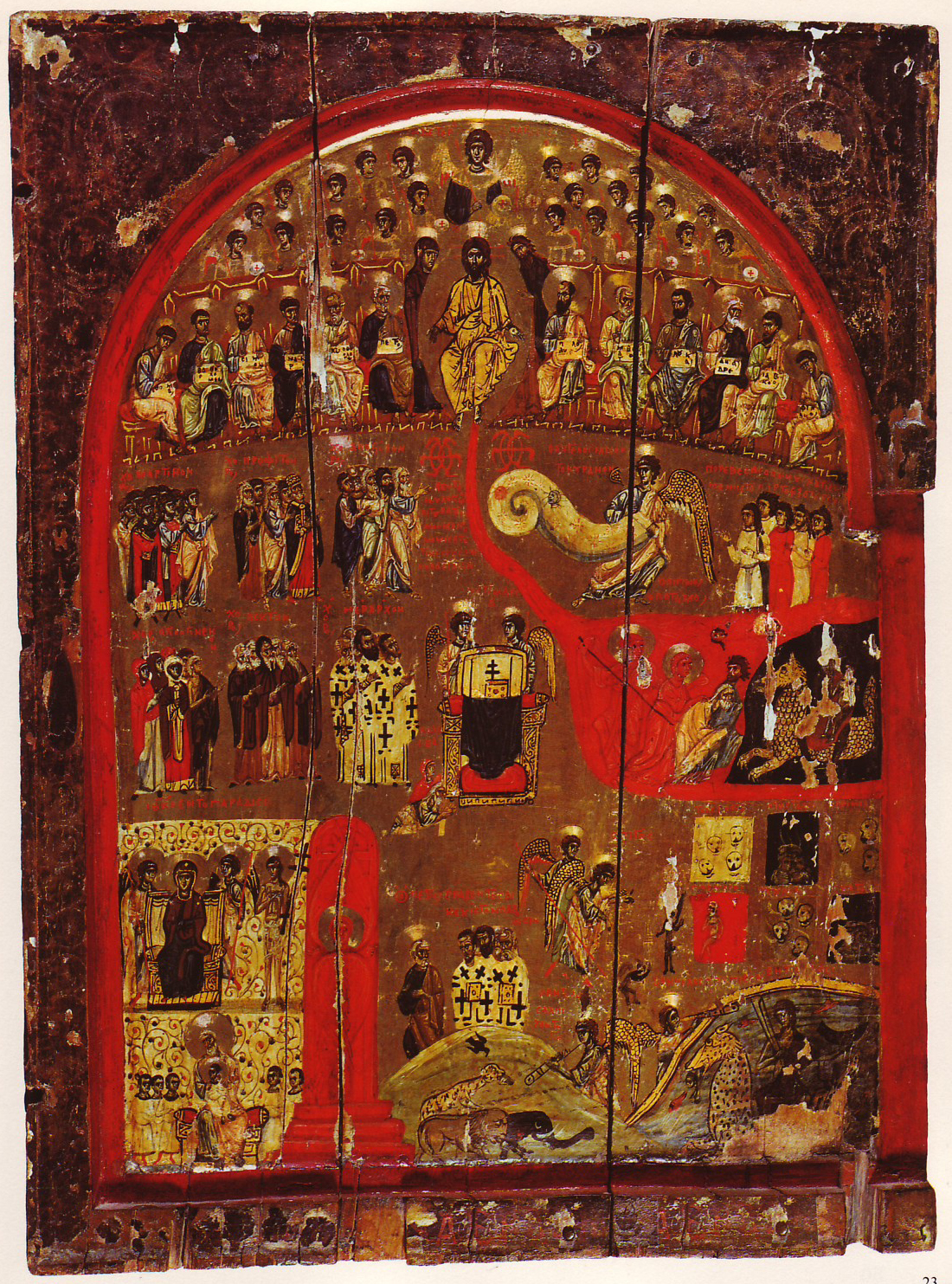
Icône du Jugement dernier ; XIIe siècle ; Monastère de Sainte Catherine, Sinaï, Égypte.

Lors de ce dimanche, les lectures portent sur la parabole du Christ à propos du Jugement dernier (Matthieu 25,31-46) et les fidèles doivent méditer sur le verset suivant :
« 
…Car j’ai eu faim et vous m’avez donné à manger ; j’ai eu soif et vous m’avez donné à boire ; j’étais un étranger et vous m’avez recueilli ; j'étais nu et vous m’avez vêtu ; j'étais malade et vous m'avez visité ; j'étais en prison et vous êtes venus vers moi.
 »
— (Matthieu 25, 35-36).

### Hymnographie

#### Kondakion(Ton 1)
Lorsque Tu viendras, Dieu, dans la gloire sur la terre et que tremblera l'univers 

un fleuve de feu emportera tout devant le Trône 

les livres seront ouverts et les secrets seront révélés 

Alors délivre moi du feu qui ne s'éteint pas . 

et donne moi d'être à ta droite, très juste Juge.

#### Ikos
Sous les reproches de ma conscience je tremble et je crains, me rappelant ton terrible tribunal et le jour du Jugement, 

Seigneur très bon, quand Tu viendras siéger sur ton Trône et nous sonder. Alors nul ne pourra nier ses fautes. 

La vérité dénoncera et la peur étreindra. Alors grondera le grand feu de l'enfer et les pécheurs frémiront. 

Aie pitié de moi avant la fin, pardonne-moi, très juste Juge. 